# Josef Singer (Politiker)
Josef Singer (* 10. Oktober 1888 in Türkheim; † 26. Januar 1980 in München) war ein deutscher Politiker und bayerischer Senatspräsident.

## Leben
Singer studierte an den Universitäten in München und Würzburg und wurde zum Dr. jur. et rer. pol. promoviert. Im Ersten Weltkrieg diente er als Soldat. Ab 1923 war er im bayerischen landwirtschaftlichen Genossenschaftswesen tätig. Ab 1927 war er Vorstandsmitglied der Regensburger Landwirtschaftlichen Genossenschaftsorganisation. Von 1933 bis 1945 arbeitete er in der Baywa, ab 1945 stieg er dort zum Vorstandsvorsitzenden auf.
Nach 1945 war er Generaldirektor der Bayerischen Raiffeisen-Zentralkassen. Er leitete die Bayerische Warenvermittlung (BayWa). Von der CSU nominiert wurde er 1947 Präsident des Bayerischen Senats und in der Folge noch neun Mal wiedergewählt, so dass er das Amt 20 Jahre bis 1967 ausübte.
Er ist auf dem Friedhof München-Nymphenburg bestattet.

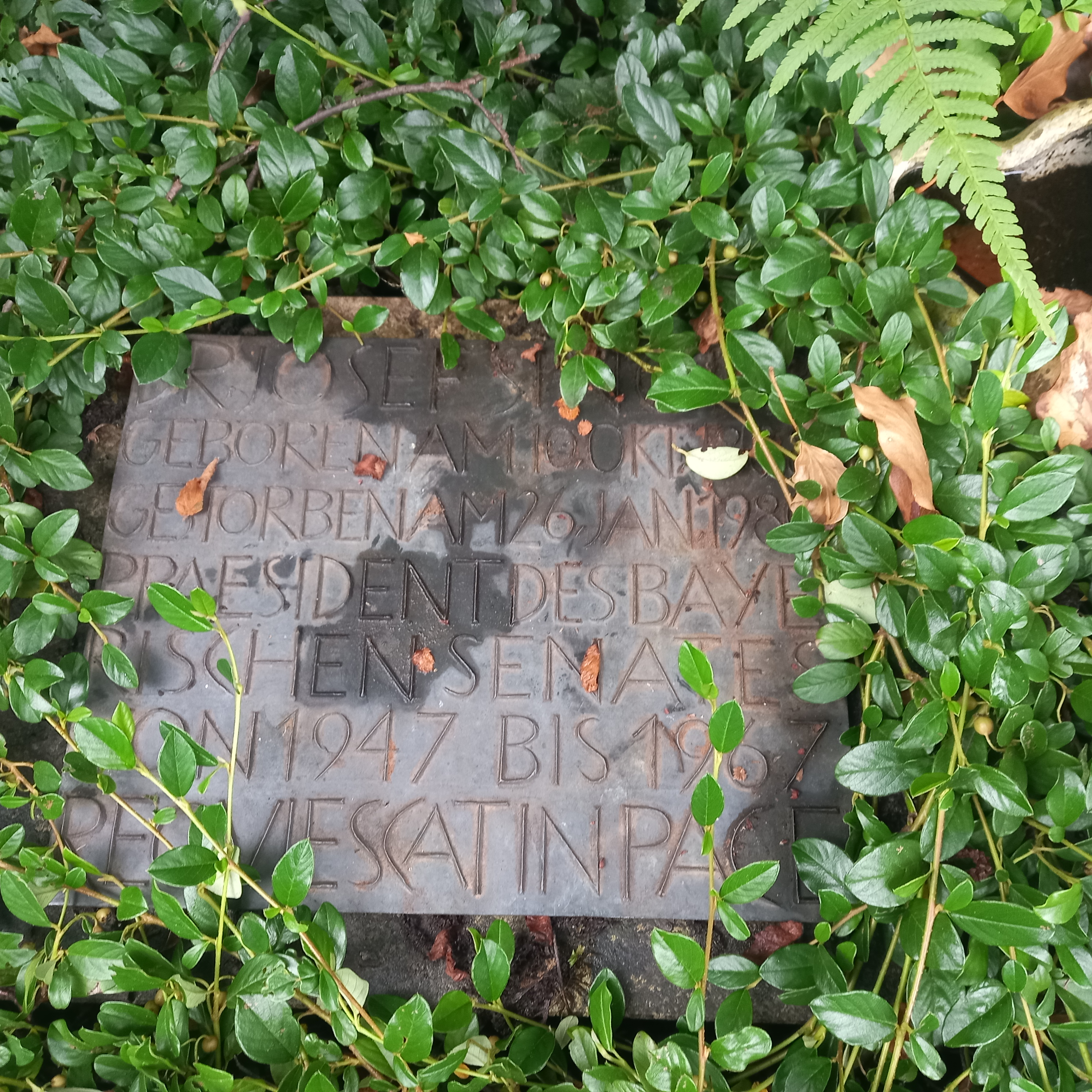
Das Grab von Josef Singer auf dem Nymphenburger Friedhof in München

## Ehrungen
- 1953: Großes Verdienstkreuz mit Stern und Schulterband der Bundesrepublik Deutschland
- 1958: Bayerischer Verdienstorden
- 1958: Großes Silbernes Ehrenzeichen am Bande für Verdienste um die Republik Österreich
- 1963: Großkreuz des Verdienstordens der Bundesrepublik Deutschland